# Mittal Steel
Mittal Steel este o companie metalurgică, parte a grupului ArcelorMittal. În mai 2006, a fuzionat cu compania metalurgică franceză Arcelor, dând naștere celui mai mare producător de oțel din lume — ArcelorMittal.
În 2004, Mittal Steel a avut venituri de 22,2 miliarde de dolari și livrări de oțel de 42,1 milioane de tone.